# دانييل باير
دانييل باير (بالألمانية: Daniel Baier)‏ (مواليد 18 مايو 1984) لاعب كرة قدم ألماني يلعب حالياً لصالح آوغسبورغ في مركز لاعب وسط.

## وصلات خارجية
- دانييل باير على موقع قاعدة بيانات كرة القدم.إي يو (الإنجليزية)
- دانييل باير على موقع بيانات كرة القدم. دي إي (الألمانية)
- دانييل باير على موقع Soccerway.com (الإنجليزية)
- دانييل باير على موقع عالم كرة القدم.نت (الإنجليزية)
- دانييل باير على موقع AS.com (الإسبانية)

- الموقع الرسمي (بالألمانية)